# Conservatorio Niccolò Paganini
Conservatorio Niccolò Paganini – Istituto di Alta Formazione Musicale  (Konserwatorium im. Niccolò Paganiniego – Instytut Wyższego Kształcenia Muzycznego) – uczelnia muzyczna, założona w grudniu 1829 roku w Genui jako Scuola Gratuita di Canto (Bezpłatna Szkoła Śpiewu). W 1850 roku szkoła została przemianowana na Civico Istituto di Musica (Miejski Instytut Muzyczny), który w 1904 roku otrzymał imię Niccolò Paganiniego. Ustawa z 22 marca 1974 roku usankcjonowała (z mocą wsteczną od 1967 roku) proces przekształcenia dotychczasowego Instytutu w Konserwatorium Państwowe.
Wśród pierwszych uczniów Instytutu znalazł się Michele Novaro, który w 1847 roku skomponował do słów Goffreda Mameli utwór „Il Canto degli Italiani”, znany dziś jako hymn Włoch.

## Historia

### XIX wiek
W grudniu 1829 roku została założona w Genui przez Antonia Costę Scuola Gratuita di Canto (Bezpłatna Szkoła Śpiewu). 2 stycznia 1830 roku Szkoła rozpoczęła działalność. Była powiązana z Teatro Carlo Felice. Wśród pierwszych uczniów Instytutu znalazł się Michele Novaro, który w 1847 roku skomponował do słów Goffreda Mameli utwór „Il Canto degli Italiani”, znany dziś jako hymn Włoch. Pierwsza siedziba szkoły mieściła się w starym budynku, obecnie nieistniejącym, brakowało jej sali koncertowej, a rozprawy naukowe musiały być prowadzone w sali Antica Accademia di Pittura. Wkrótce potem szkoła przeniosła się do zabudowań Monastero delle Grazie. W budynku klasztornym prowadzono zajęcia dydaktyczne oraz organizowano publiczne koncerty. W 1849 zmarł Antonio Costa, a Królestwo Sardynii poniosło klęskę w bitwie pod Novarą. Szkoła muzyczna została zamknięta, ale w grudniu następnego roku ponownie otwarta pod bezpośrednim zarządem miasta i pod nową nazwą Civico Istituto di Musica (Miejski Instytut Muzyczny). Po etapie przejściowym w 1852 roku kierownictwo powierzono instytutu skrzypkowi Giovanniemu Serra, który był pierwszym skrzypkiem i dyrektorem orkiestry Teatro Carlo Felice. W 1866 roku Instytut przeprowadził się do nowej siedziby w klasztorze San Filippo przy ulicy Lomellini. W 1871 roku do Instytutu uczęszczało 102 uczniów; najliczniejsze były klasy śpiewu oraz klasa kobieca gry na fortepianie.

### XX wiek
W 1904 roku Instytut otrzymał imię Niccolò Paganiniego, a w 1933 roku został zrównany z konserwatoriami państwowymi. Po wejściu w życie konkordatu między rządem włoskim a Watykanem Instytut przeniósł się z dotychczasowej siedziby (która musiała być zwrócona zakonowi) do Villi Raggio w Albaro. W okresie powojennym Instytut został tymczasowo przeniesiony do Palazzo della Meridiana. W 1967 roku gmina Genua przekazała Konserwatorium zakupioną kilka lat wcześniej Villę Bombrini.
Ustawa z 22 marca 1974 roku usankcjonowała (z mocą wsteczną od 1967 roku) proces przekształcenia dotychczasowego Instytutu w Konserwatorium Państwowe.

### XXI wiek
24 kwietnia 2010 roku w murach uczelni zabrzmiały po raz pierwszy skrzypce „Il Cannone” Paganiniego, wykonane w warsztacie Guarneri del Gesù w 1743 roku; zagrał na nich Mario Trabucco w duecie z gitarzystą José Scanu. 
27 czerwca 2018 roku nowym dyrektorem Konserwatorium został wybrany Roberto Tagliamacco.

## Proces dydaktyczny
Uczelnia prowadzi studia dyplomowe I i II stopnia w poszczególnych klasach instrumentów i kategoriach: muzyka klasyczna, jazz i muzyka elektroniczna.

## Znane osobistości związane z Konserwatorium
- Michele Novaro
- Gian Piero Reverberi